# 関山和夫
関山 和夫（せきやま かずお、1929年10月8日 - 2013年5月9日）は、日本の民俗学者、話芸（落語）研究者、佛教大学名誉教授、元京都西山短期大学学長。

## 経歴
愛知県に生まれる。生家は浄土宗西山派の寺であった。1946年に愛知県立一宮中学校（旧制、4年卒）、1952年に大谷大学国文学科を卒業。卒業後は愛知県で県立高校の教諭となった。教職に就く一方で著作活動も行い、1964年に『説教と話芸』で日本エッセイストクラブ賞受賞。同時期より東海学園女子短期大学助教授となり、後に教授昇進。佛教大学教授となった。1976年に学位論文『説教の歴史的研究』を大谷大学に提出して文学博士号を取得。2000年に佛教大学を定年退任し、名誉教授となった。その後は京都西山短期大学学長を務めた。墓所は愛知県江南市の曼陀羅寺にある。

## 受賞・栄典
- 1964年：『説教と話芸』で日本エッセイストクラブ賞を受賞。
- 1987年：『落語風俗帖』などの功績により芸術選奨新人賞受賞。

## 研究内容・業績
僧侶たちが民衆に対して行った「説教」（節談説教）が話芸の源流にあるとの観点から、独特の芸能史を展開。祭文・琵琶・浄瑠璃・浪花節などの語りものや、節談説教・絵解き・万歳・講談・落語などの「話す芸」について多角的に究明し、「話芸」という言葉の創始者でもある。落語の公演企画も多く行っている。なお落語関係の著作が多かった作家安藤鶴夫とも交流があった。
1967年から2013年まで落語を聴く会「含笑長屋」を名古屋で開催していた。話芸への真摯な態度と、興行としての落語会とは一線を画した落語会の主催者としての倫理観に共鳴する落語ファンも多く、1970年代に関山を顧問格に置いて誕生した地方落語会が北関東から九州まで10あまり存在した。そのうち「かまくら落語会」「蒲郡落語を聴く会」（橘右太治ほか）「岐阜落語を聴く会」が、2019年現在も活動を継続している。また「熊本落語長屋」はコロナ禍以前の2018年10月の例会でいったん休会の後、5年後の2023年5月に50周年記念として古今亭圓菊（3代目）の例会を4年ぶりに開催して終了した。

## 著書
- 『安楽庵策伝 咄の系譜』青蛙房、1961年
- 『説教と話芸』青蛙房、1964年
- 『寄席見世物雑志 名古屋寄席興行史』泰文堂、1968年
- 『中京芸能風土記』青蛙房、1970年
- 『説教の歴史的研究』法蔵館、1973年（新版1980年）
- 『話芸の系譜 大衆話芸の歴史をさぐる』創元社、1973年
- 『含笑長屋落語十年』「上方芸能」編集部、1976年
- 『説教の歴史 仏教と話芸』岩波書店〈岩波新書〉、1978年
  - 白水社〈白水Uブックス〉、1992年
- 『グレート天海聞書』亀山巌〈名古屋豆本56〉、1978年
- 『仏教と民間芸能』白水社〈白水叢書〉、1982年（単行本1986年）
- 『仏教芸能』佛教大学通信教育部、1985年
- 『落語風俗帳』白水社、1985年（白水Uブックス1991年）
- 『落語食物談義』白水社、1986年（白水Uブックス1991年）
- 『落語名人伝』白水社、1986年（白水Uブックス1992年）
- 『庶民文化と仏教』大蔵出版〈日本仏教のこころ〉、1988年
  - 改題『庶民芸能と仏教』大蔵出版、 2001年
- 『庶民仏教文化論 民衆教化の諸相』法蔵館、1989年
- 『安楽庵策伝和尚の生涯』法蔵館、1990年

### 編纂など
- 『圓生古典落語』 全5巻（監修） 集英社〈集英社文庫〉、1979年 - 1980年
- 安楽庵策伝『醒睡笑』桜楓社、1981年12月
- 『説教集』（現代語訳）中央公論社〈大乗仏典 中国・日本篇30〉、1987年
- 小寺玉晁『見世物雑志』（郡司正勝と共編）三一書房、1991年
- 谷口幸璽『「節談」はよみがえる―やはり説教は七五調』（監修）白馬社、2004年
- 関山和夫博士喜寿記念論集刊行会（編）『仏教 文学 芸能』 思文閣出版、2006年11月